# Szürkés kérészgomba
A szürkés kérészgomba (Bolbitius reticulatus) a kérészgombafélék családjába tartozó, Európában és Észak-Amerikában honos, lombos fák korhadó anyagán  élő, nem ehető gombafaj.

## Megjelenése
A szürkés kérészgomba kalapja 1,5-5 cm széles; alakja széles domború vagy szélesen harangszerű, idősen laposan kiterül; néha kissé bemélyedhet, közepén lapos púppal. Színe szürkésbarna, lilásszürke, közepe általában sötétebb. Felszíne nedvesen nyálkás, sima, sűrűn bordázott, sokszor majdnem a kalap közepéig.
Húsa vékony, puha, törékeny; fehéres színű, sérülésre nem változik. Szaga és íze nem jellegzetes.  
Közepesen sűrű lemezei szabadon állnak vagy éppen érintik a tönköt. Színük eleinte fehéres, később halványrózsaszínes, idősen rozsdás fahéjbarnák.
Tönkje 3-7 cm magas és 0,15-0,5 cm vastag. Alakja egyenletesen hengeres, üreges, törékeny. Felszíne finoman deres-korpás, idősen sima. Színe fehéres vagy krémsárgás. 
Spórapora rozsdabarna. Spórája többé-kevésbé ellipszis alakú, egyik végén csírapórussal, sima, mérete 9-13 x 4-6 µm. 
Vékony húsa és jellegtelen íze miatt étkezésre alkalmatlan gombafaj. 

### Hasonló fajok
A feketepelyhes csengettyűgomba, esetleg a tejfehér haranggomba hasonlíthat hozzá.

## Elterjedése és termőhelye
Európában és Észak-Amerikában honos. Magyarországon ritka.
Lombos fák (pl. bükkfa) korhadó törzsén, ágain, törmelékén található meg egyesével vagy kisebb csoportokban. Májustól novemberig terem. 

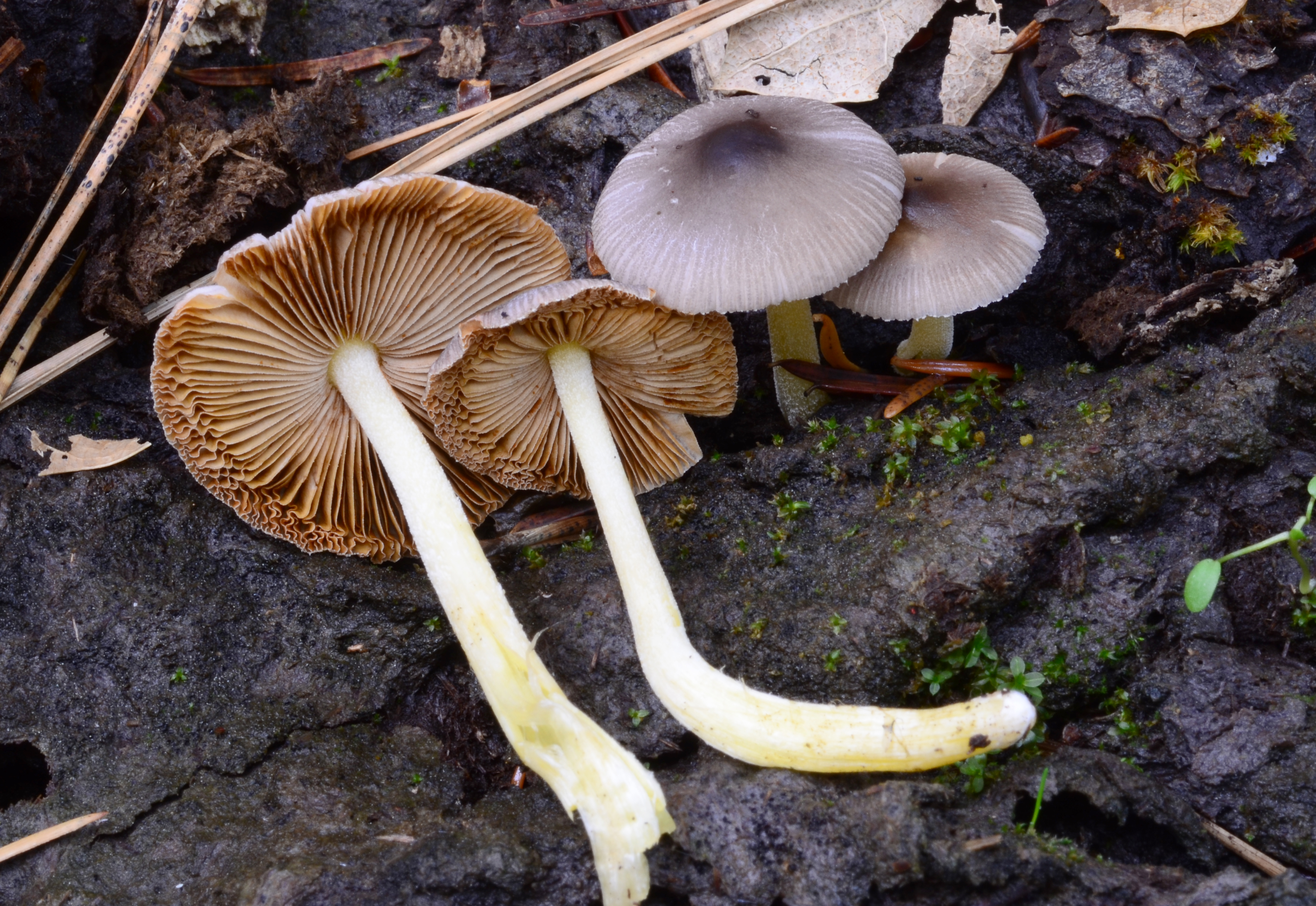
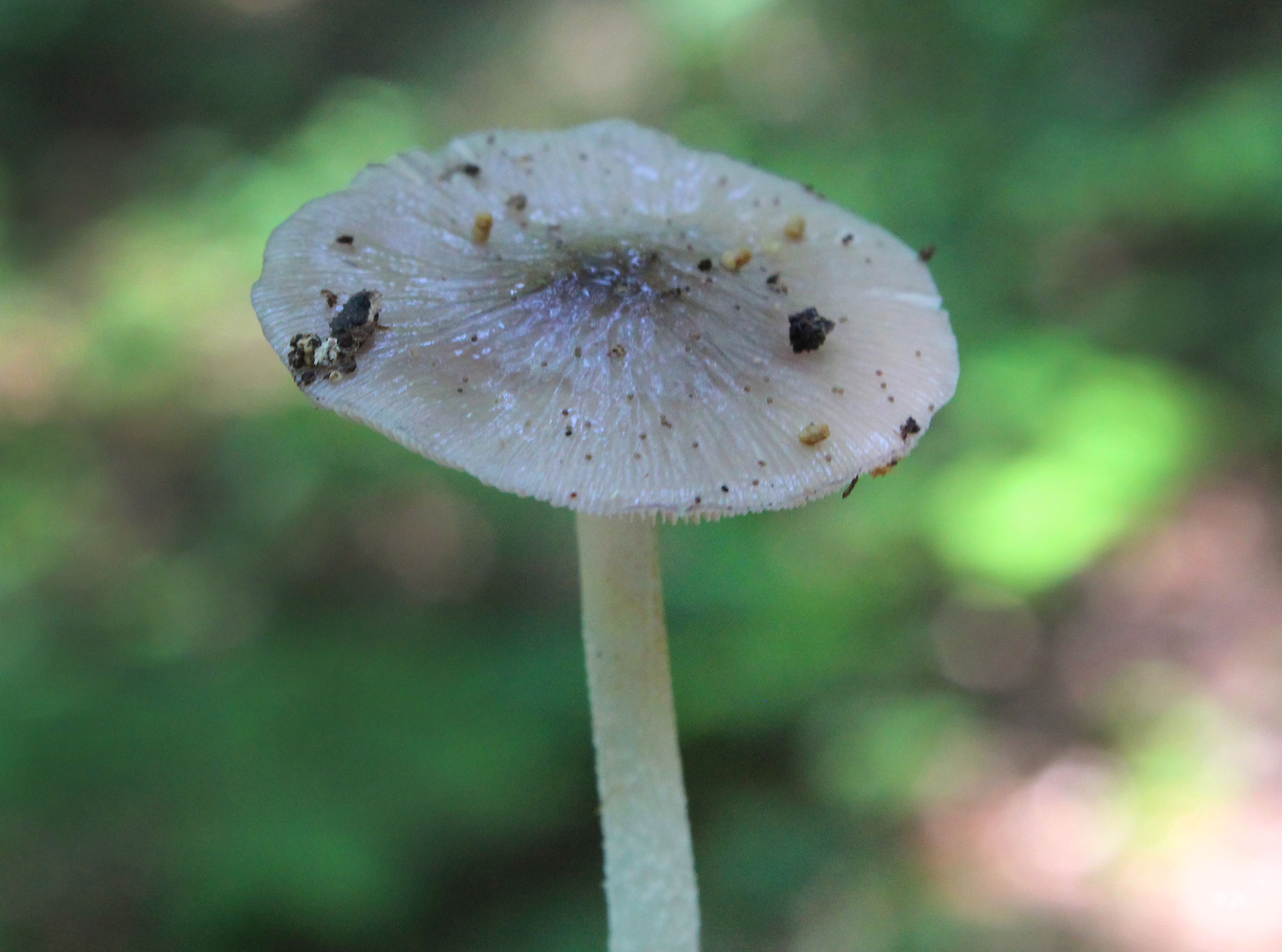
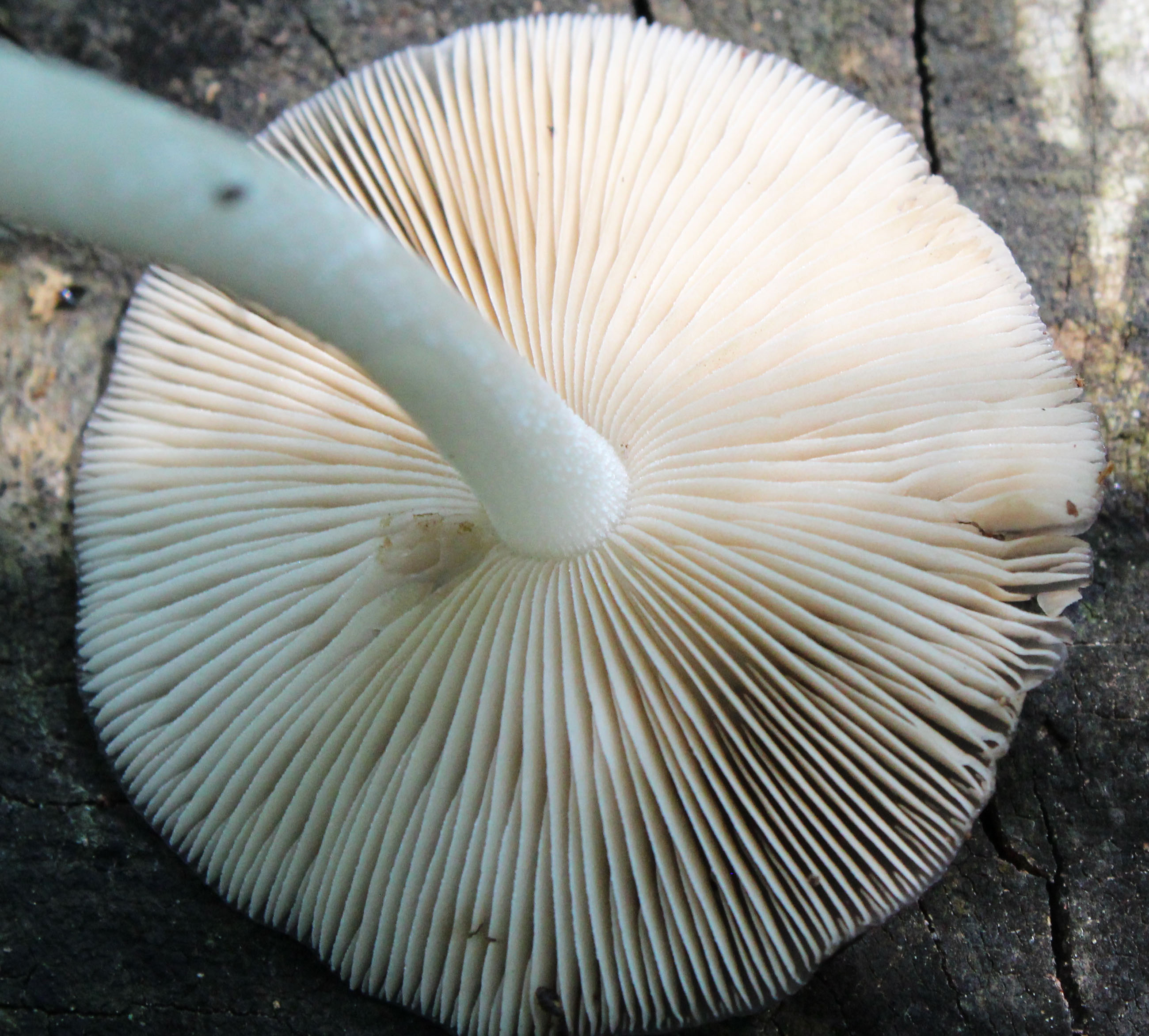
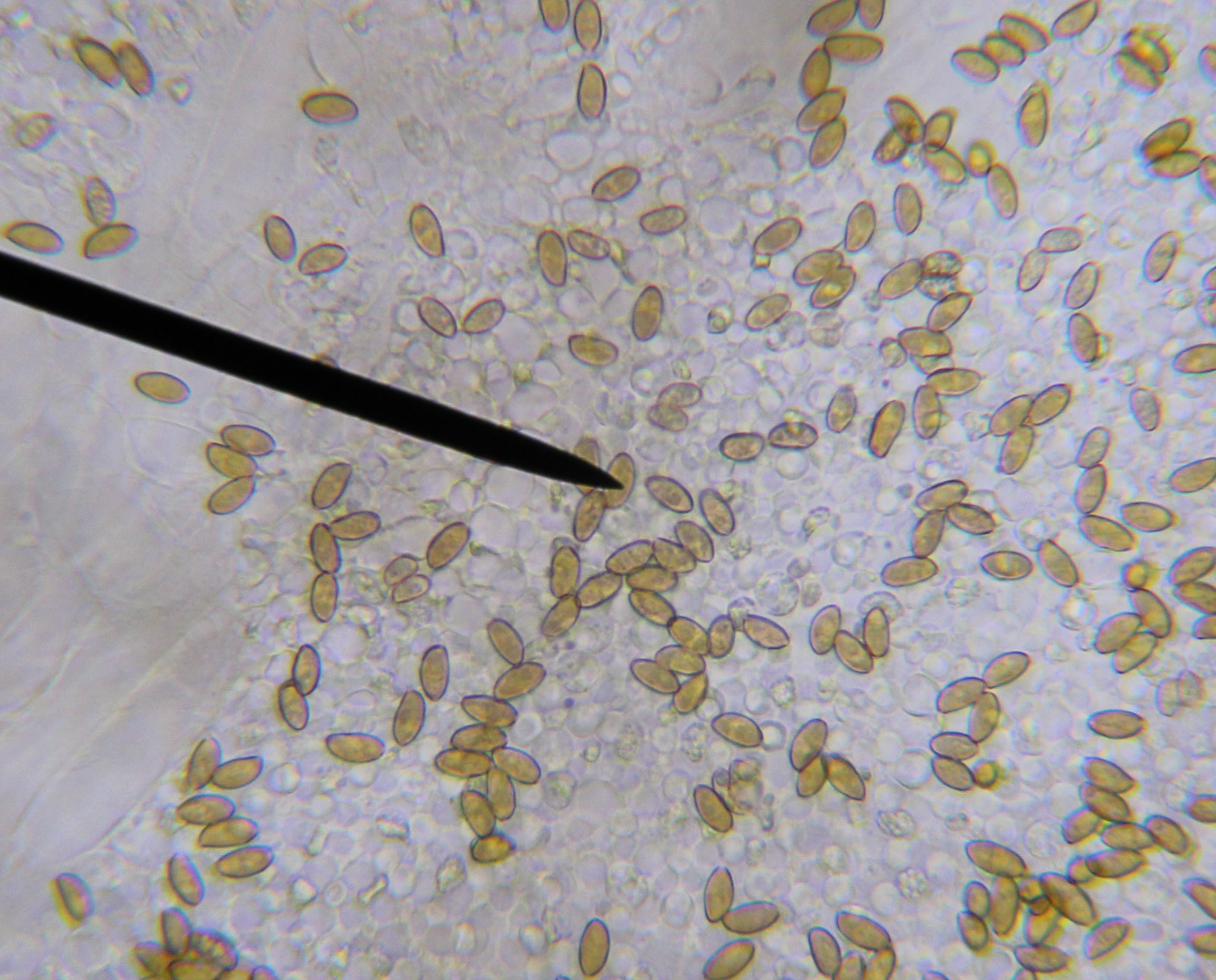

Nem ehető.  